# Onthophagus

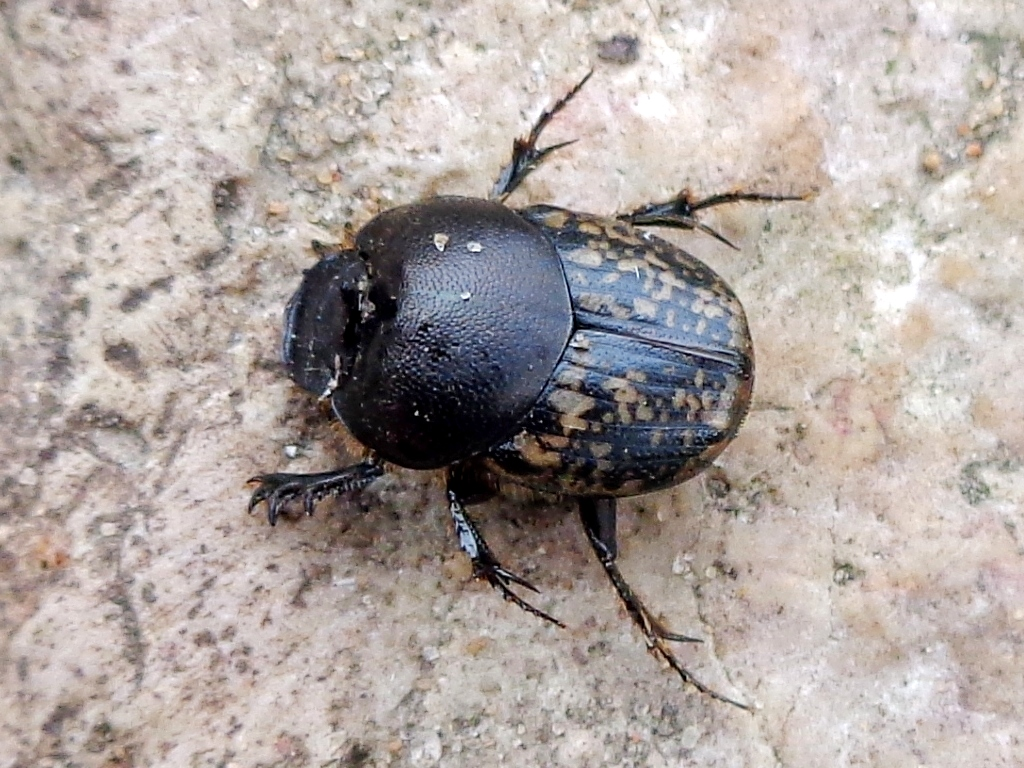
Onthophagus nuchicornis.

Onthophagus es un género de coleóptero de la familia Scarabaeidae. Es de distribución mundial.
Las larvas se alimentan de estiércol, algunas especies se alimentan de hongos, fruta podrida o carroña. Los machos de muchas especies tienen ornamentos en la cabeza. Los adultos cavan galerías debajo de la masa de estiércol.

## Especies
Cuenta con 20 subgéneros y más de 2.100 especies. Algunos subgéneros (como Proagoderus, Diastellopalpus, Digitonthophagus, Strandius y Euonthophagus) son considerados géneros separados.
- Onthophagus melitaeus (Fabricius 1798)[7]
- Onthophagus furcatus (Fabricius 1781)[8]
- Onthophagus illyricus (Scopoli 1763)[9]
- Onthophagus taurus (Schreber 1759)[10]
- Onthophagus albarracinus Baraud 1979[11]
- Onthophagus angorensis Petrovitz 1963[12]
- Onthophagus baraudi Nicolas 1964[13]
- Onthophagus coenobita (Herbst 1783)[14]
- Onthophagus cruciatus Ménétriés 1832[15]
- Onthophagus dellacasai Pittino & Mariani 1981[16]
- Onthophagus excisus Reiche & Saulcy 1856[17]
- Onthophagus fissicornis Steven 1809[18]
- Onthophagus fracticornis (Preyssler 1790)[19]
- Onthophagus gibbulus (Pallas 1781)[20]
- Onthophagus grossepunctatus Reitter 1905[21]
- Onthophagus joannae Goljan 1953[22]
- Onthophagus kindermanni Harold 1877[23]
- Onthophagus kolenatii Reitter 1893[24]
- Onthophagus latigena d'Orbigni 1897[25]
- Onthophagus lemur (Fabricius 1781)[26]
- Onthophagus leucostigma Steven 1811[27]
- Onthophagus lucidus (Sturm 1800)[28]
- Onthophagus macedonicus Miksic 1959[29]
- Onthophagus manguliensis Boucomont, 1914[30]
- Onthophagus manipurensis[31]
- Onthophagus maniti[32]
- Onthophagus mankonoensis Balthasar, 1966[33]
- Onthophagus manya Matthews, 1972[34]
- Onthophagus marahouensis Cambefort, 1984[35]
- Onthophagus margaretensis Blackburn, 1903[36]
- Onthophagus marginatus Castelnau, 1840[37]
  - Onthophagus marginalis andalusicus Waltl 1835
  - Onthophagus marginalis marginalis Gebler 1817
- Onthophagus marginalis Gebler 1817[38]
- Onthophagus massai Baraud 1975[39]
- Onthophagus merdarius Chevrolat 1865[40]
- Onthophagus nuchicornis (Linnaeus 1758)[41]
- Onthophagus opacicollis Reitter 1893[42]
- Onthophagus ovatus (Linnaeus 1767)[43]
- Onthophagus panici Petrovitz 1964[44]
- Onthophagus ponticus Harold 1883[45]
- Onthophagus ruficapillus Brullé 1832[46]
- Onthophagus semicornis (Panzer 1798)[47]
- Onthophagus sericatus Reitter 1893[48]
- Onthophagus similis (Scriba 1790)[49]
- Onthophagus stylocerus Graells 1851[50]
- Onthophagus suturellus Brullé 1832[51]
- Onthophagus tesquorum Semenov-Tian-Shanskii & Medvedev 1927[52]
- Onthophagus trigibber Reitter 1893[53]
- Onthophagus vacca (Linnaeus 1767)[54]
- Onthophagus verticicornis (Laicharting 1781)[55]
- Onthophagus vitulus (Fabricius 1776)[56]
- Onthophagus emarginatus Mulsant & Godart 1842[57]
- Onthophagus nigellus (Illiger 1803)[58]
- Onthophagus punctatus (Illiger 1803)[59]
- Onthophagus hirtus (Illiger 1803)[60]
- Onthophagus maki (Illiger 1803)[61]